# Hangszalag

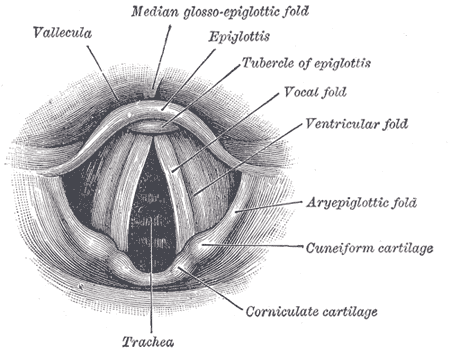
Gége felépítése - valódi hangszalag (Vocal fold), álhangszalag (Ventricular fold)

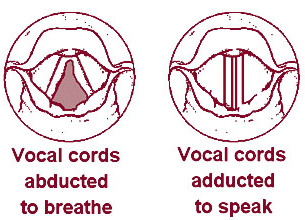
A hangszalagrés nyitva lélegezésnél (balra) és zárva a beszédnél vagy éneklésnél (jobbra)

A hangszalagok (vagy hangszálak, a latin plica vocalis) két vízszintesen elhelyezkedő redő a gégében. Hangképzés akkor történik, amikor a levegő a tüdőből átmegy a két hangszalag közötti nyíláson, bizonyos feltételek mellett, többek között, hogy a hangszalagok nedvesek és nem túl feszesek.
A hangszalag szövete öt rétegből áll: legkívül található a hám s ezen belül a felszíni réteg. Ez a kettő együtt alkotja a burkolatot. A felszíni réteg alatt található a közbenső és a mély réteg. Ezt a kettőt együtt vokális ligamentnek nevezik. Ez az ínszalag a felszíni réteggel együtt képezi a „lamina propriát”, amelyen belül található az ötödik réteg, a „lamina muscularis”. Ennek az öt rétegnek különböző a rugalmassága és a viszkozitása és körülbelül milliméter vastagságú.
A hangszalagok közötti nyílás a hangszalagrés.
A hangszálak hossza meghatározza többek között a hangszínt. Például Tim Stormsnak, annak a személynek, aki a legmélyebb basszushangot produkálta, körülbelül kétszer olyan hosszú a hangszalagja, mint más férfiaknak.

## Fordítás
Ez a szócikk részben vagy egészben  a   Stämband című svéd Wikipédia-szócikk fordításán alapul.  Az eredeti cikk szerkesztőit annak laptörténete sorolja fel. Ez a jelzés csupán a megfogalmazás eredetét és a szerzői jogokat jelzi, nem szolgál a cikkben szereplő információk forrásmegjelöléseként.